# Alberto Wolfgang de Hohenlohe-Langenburg
Alberto Wolfgang de Hohenlohe-Langenburg (Langenburg, 6 de julio de 1659-ibidem, 17 de abril de 1715) era el hijo mayor del conde Enrique Federico de Hohenlohe-Langenburg (1625-1699) y de su segunda esposa, la condesa Juliana Dorotea de Castell-Remlingen (1640-1706).
Era el jefe de la Casa de Hohenlohe-Langenburg e introdujo la primogenitura en Langenburg en 1699. Esto significaba que el hijo mayor heredaría todo el condado, y los hijos varones menores solo heredarían si el hermano mayor muriera sin hijos. Desde entonces, los hijos menores principalmente se embarcaron en carreras militares, por ejemplo, en el ejército imperial, o en naciones aliadas.

## Matrimonio e hijos
El 22 de agosto de 1686 contrajo matrimonio a la condesa Sofía Amalia (1666-1736), hija del conde Gustavo Adolfo de Nassau-Saarbrücken. Tuvieron los siguientes hijos:
- Leonor Juliana (1687-1701).
- Federico Luis (1688-1688).
- Sofía Carlota (1690-1691).
- Felipe (1692-1699).
- Cristiana (1693-1695).
- Luis (1696-1765), desposó a la condesa Leonor de Nassau-Saarbrücken (1707-1769).
- Carlota (1697-1743).
- Cristián (1699-1719).
- Albertina (1701-1773), desposó al príncipe Felipe Enrique de Hohenlohe-Ingelfingen (1702-1781).
- Sofía Federica (1702-1734).
- Enriqueta (1704-1709).
- Carlos Federico (1706-1718).

| Predecesor: Enrique Federico | Conde de Hohenlohe-Langenburg 2 de junio de 1699-17 de abril de 1715 | Sucesor: Luis |

- Datos: Q86680